# Солодов, Пётр Александрович
Пётр Александрович Солодов (3 июля 1924, Томск — 22 августа 1973, Новосибирск) — советский авиамоделист, сотрудник СибНИА, лауреат Государственной премии, четырёхкратный чемпион СССР, чемпион мира (1949), один из основателей авиамоделизма в Новосибирске.

## Биография
Родился 3 июля 1924 года в Томске. В 1939 году получил звание чемпиона СССР. В 1930-х годах был одним из организаторов авиамоделизма в Новосибирске. В 1949 году стал чемпионом мира.
Входил в первую сборную команду Новосибирской области. Неоднократный призёр областных состязаний.
Занимался разработкой и производством поршневых программируемых таймеров и компрессионных двигателей для радиоуправляемых и экспериментальных моделей, созданием реактивных двигателей авиамоделей.
Похоронен на Заельцовском кладбище Новосибирска (квартал 43).